# Кисараги (эсминец)
«Кисараги» (яп. 如月  (поэтическое название второго месяца лунного календаря) — японский эсминец типа «Муцуки».  Второй корабль с таким названием в составе японского Императорского флота. Принимал активное участие в войне против Китая. В начала войны на Тихом океане потоплен американской базовой авиацией во время штурма атолла Уэйк 11 декабря 1941 года.

## Проектирование и строительство
Заказаны в соответствии с «Новой кораблестроительной программой по замещению кораблей по условиям Вашингтонского договора 1923 г.». Корабли этого типа являлись развитием эсминцев типа «Камикадзе». На эсминцах типа «Муцуки» были установлены более мощные торпедные аппараты (строенные) Для повышения остойчивости корабля были увеличены размеры корпуса и водоизмещение.
Построенные на основе опыта Первой мировой войны, эсминцы предназначались для атаки линейных сил противника и защиты своих тяжелых артиллерийских кораблей от атак эсминцев, постановки активных минных заграждений и траления мин. Однако уже к концу 1930-х годов корабли значительно уступали по основным параметрами новым эсминцам как японским, так и будущих противников. Кисараги строился на верфи Военно-Морского Арсенала в Майдзуру в 1924-25 гг. Вошёл в строй под названием «№ 21» 1 августа 1928 он получил своё основное название.

## Вооружение
Артиллерийское вооружение включало четыре одноорудийные щитовые установки 120-мм орудий тип 3 (длина 45 калибров, дальность — 5500 м, запас 180 снарядов на орудие, скорострельность — 9 выстрелов в минуту). Одно орудие было размещено на полубаке, второе между двух труб в центральной части корабля, ещё два — в кормовой части спереди и сзади грот-мачты. Корабли практически не имели зенитного вооружения, которое было ограничено двумя 7,7-мм пулемётами тип 92. Возросшая роль авиации потребовала усиления зенитного вооружения, которое было проведено в ходе модернизации корабля в феврале 1938 года. Были установлены две одинарных 25-мм зенитных пушки тип 96 (длина — 60 калибров, скорострельность до 110 выстрелов в минуту, эффективная высота стрельбы до 1500 м, дальность до 3000 м, запас снарядов — 2000 на орудие). 7,7-мм пулемёты были заменены на 13,2-мм тип 93.
Торпедное вооружение было усилено благодаря тому, что на эсминцах этого типа были впервые установлены новые трехтрубные 610-мм торпедные аппараты тип 12, что позволило уменьшить их число. Первый аппарат был традиционно для японских эсминцев размещён перед носовой надстройкой. Однако на последующих типах от такого размещения конструкторы отказались. Второй аппарат был расположен в кормовой части между дымовой трубой и грот-мачтой. При вступлении в строй корабль не имел никакого противолодочного вооружения. В 1932 году этот пробел был исправлен и корабль получил два бомбомета тип 88 и два бомбосбрасывателя тип 3 с запасом из 36 глубинных бомб. Во время модернизации 1938 года на эсминце были заменены бомбомёты (установлены новые бомбомёты тип 94) и размещены сонар тип 93 и гидрофон тип 92.

## История службы
После вступления в строй корабль включили в состав 30-го дивизиона эскадренных миноносцев Второй Флотилии Второго Флота. В октябре 1927 года участвовал в маневрах Соединенного Флота в районе между островами Рюкю и Бонин (входил в состав соединения "синих"). С декабря 1927 года по сентябрь 1931 года Кисараги числился в резерве и простоял в Сасебо на верфи флота. В сентябре-декабре 1931 года в Сасебо на верфи флота провели текущий ремонт корпуса и механизмов. В декабре 1931 года 30-й дивизион включили в состав Первой Флотилии Первого Флота. С 26 января по 22 марта 1932 года корабль участвовал в Первом Шанхайском сражении в составе Третьего флота под командованием вице-адмирала Китисабуро Номура. Кисараги действовал в районе устья реки Янцзы, оказывая огневую поддержку армейским частям, которые вели бои за Шанхай.
22 марта 1932 г. эсминец возвратился в Сасебо, где до сентября 1932 г. провели текущий ремонт, установили противолодочное вооружение. В конце сентября 1932 года эсминец вернулся в состав действующего флота и до июля 1933 года занимался боевой подготовкой в районе к югу от острова Формоза. С 21 по 25 августа 1933 года Кисараги принял участие в морском параде у Иокогамы. С  декабря 1934 года по январь 1936 года корабль числился в резерве в Сасебо на базе флота. 
С 13 по 22 апреля 1936 года Кисараги патрулировал у Циндао, а в августе 1936 года предпринял длительный учебный поход в Амой с отработкой приема топлива с танкера на ходу. С января 1937 года по февраль 1938 года на верфи флота в Йокосуке был проведён очередной ремонт и модернизация: были усилены корпусные конструкции, установлено зенитное вооружение, оборудование для обнаружения подводных лодок, новые бомбомёты. До июня 1937 года занимался боевой подготовкой в водах Метрополии, а в августе 1937 года вновь вошел в состав 30-го дивизиона Шестой Флотилии Четвертого Флота. С июля 1937 года по декабрь по  август 1938 года эсминец осуществлял блокаду побережья Китая, базируясь на Циндао.
В конце августа 1938 года корабль возвратился в Метрополию, где до ноября 1940 года занимался боевой подготовкой. В ноябре 1940-феврале 1941 года совершил большое плавание, посетив острова Сайпан, Палау, Трук и Кваджелейн. В марте 1941 года в Сасебо на верфи флота прошёл текущий ремонт корпуса и механизмов. В июне 1941 года Кисараги перебазировался на атолл Трук.
В ноябре 1941 г. эсминец вошел в составе 30-го дивизиона Шестой Флотилии действовал в Группе поддержки Соединения вторжения контр-адмирала Кадзиока и 2 декабря 1941 года прибыл на  остров Бонин. С 5 по 13 декабря 1941 года корабль принимал участие в первой неудачной попытке захвата атолла Уэйк. Во время первого штурма острова, корабль атаковали четыре американских истребителя-бомбардировщика "Wildcat" из эскадрилии VMF-211 (пилот - капитан Г.Т. Элрот). В эсминец попали две 45-кг бомбы и одна из них - в приготовленные к бою глубинные бомбы на корме. Из-за их взрыва «Кисараги» затонул со всем экипажем (157 человек) в 30 милях к юго-западу от атолла Уэйк18°55′ с. ш. 166°17′ в. д.
.